# 七哩桥

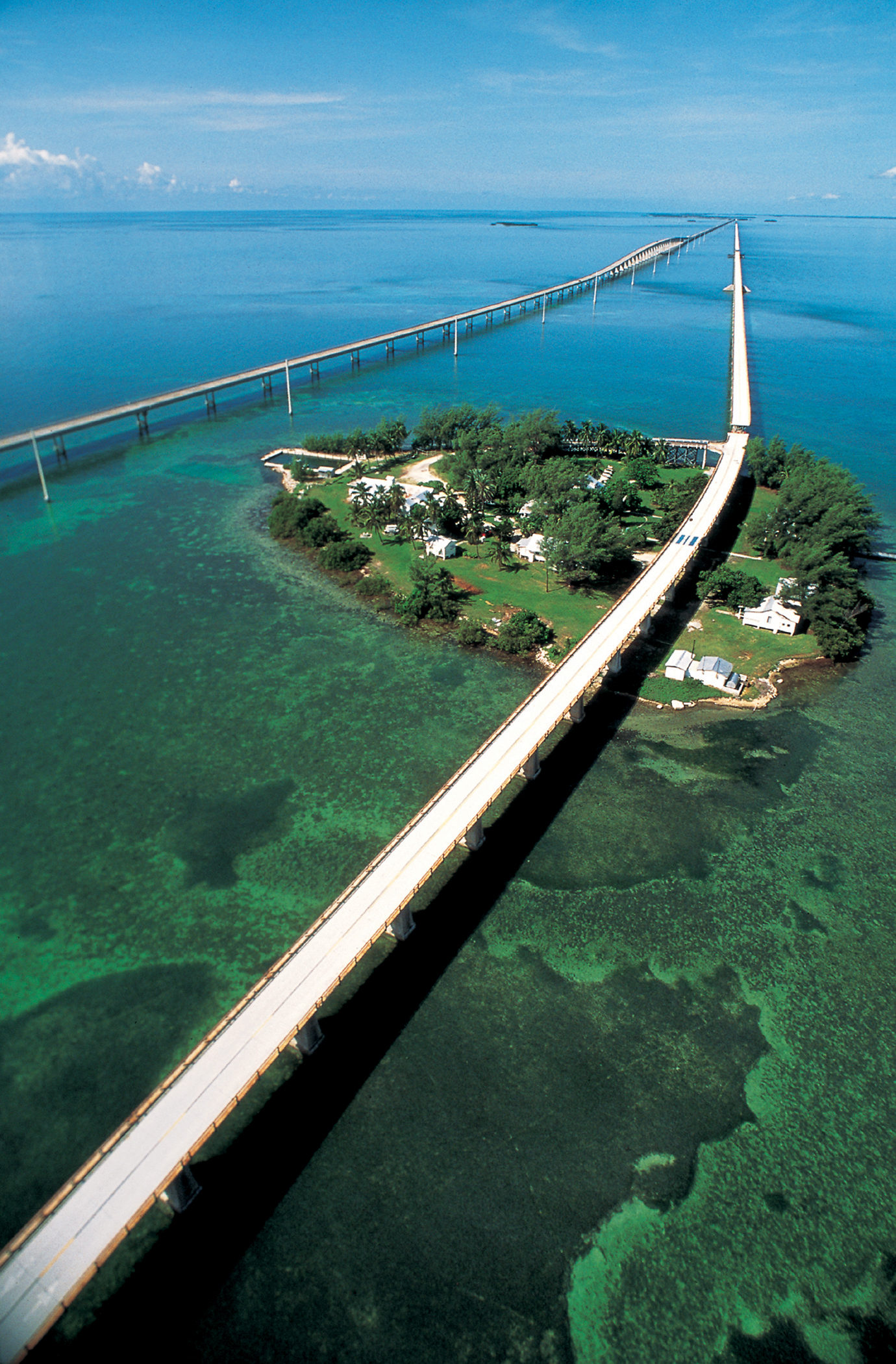

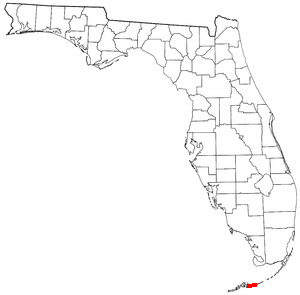
七哩桥位置

七哩桥（Seven Mile Bridge），位于美国佛罗里达州最南端佛羅里達礁島群，為美國國道一號跨海段全綫42座桥梁中最長之一座.

## 概要
全長约7英哩（6.79英哩 = 10.93公里）。大桥一侧為墨西哥湾、另一侧為大西洋。
同一地点共有同名橋樑兩座

### 舊橋
舊橋1909年開工，1912年作為佛羅里達東海岸鐵路西嶼延長線之一部建成，1935年 勞動節颶風損壞鐵路後，橋樑連帶整條線路被出售給美國政府，美國政府將七哩橋翻新，以供汽車通行,同時為拓寬道路增加無支撐路段。拆除的軌道被回收利用，漆成白色用作護欄。它有一個旋轉結構，允許內陸水道船隻進入霍克水道，霍克水道靠近橋樑穿過鴿子礁的地方，鴿子礁是一個小島，曾經作為鐵路工作營地使用。1960年的颶風唐娜 (Hurricane Donna)造成了進一步的破壞。
目前的公路橋建於1978年至1982年。
儘管旋轉橋部分已被拆除，但原橋絕大部分結構仍然存在。通往鴿子礁 (Pigeon Key) 的 2.2 英里（3.5 公里）路段曾被用作釣魚碼頭，長期對機動車輛開放，以便進入該礁島。由於無支撐路段開始下陷，該路段於 2008 年禁止機動車輛通行。 2014 年，佛羅裡達州交通部批准了一項 7,700 萬美元的修復舊橋計畫。2017 年，開放步行部分因大規模維修關閉至2022年1月重新開放

### 新橋
新橋為箱樑結構，由預製預力混凝土段建造，共440跨。大橋靠近中心呈弧形上升，為船隻通行提供 65 英尺（20 公尺）高的淨空。橋的其餘部分距離水面相當近。
新橋沒有穿越鴿子礁。
新橋總長度實際上為 35,862 英尺（10,931 公尺）或 6.79 英里（10.93 公里），比原橋短。這座橋承載著佛羅裡達群島渡槽，為西部地區供水，以及光纖電纜，為下群島提供電信服務。
每年四月的一個週六，這座橋都會關閉約 2.5 小時，以舉辦七哩橋長跑活動，紀念佛羅裡達群島橋樑重建計畫。
該活動始於1982年，旨在紀念一項由聯邦政府資助的橋樑建設計劃的完成，該計劃取代了石油大亨亨利·弗拉格勒在20世紀初建造的橋樑。
新七哩橋由 Figg & Muller Engineers 設計。該建築提前六個月完工，並獲得了八項獎項，包括聯邦公路管理局頒發的成本節約創新傑出獎。

## 虛構作品中之七哩橋
這座橋曾多次出現在電影和電視劇中,如阿诺德·施瓦辛格主演的《真实的谎言》（True Lies）、007系列的《杀人执照》（Licence to Kill）、《玩命關頭2-飆風再起》（2 Fast 2 Furious）以及《舍不得你》（Up Close & Personal）;並且將在即將推出的電子遊戲《GTA VI》中出現。
24°40′55″N 81°13′26″W / 24.6819°N 81.2239°W